# فيث بينيت
فيث مارغريت إلين بينيت (بالإنجليزية: Faith Margaret Ellen Bennett)‏ (من مواليد 1903- تُوفيت في عام 1969) وهي ممثلة بريطانية.

## حياتها
ولدت بينيت مارغريت الين ريديك في 12 مايو 1903 في لندن، إنجلترا.
توفي أحد أشقائها خلال الحرب العالمية الأولى.
في عام 1930، تزوجت الكاتب السينمائي تشارلز ألفريد سيلوين بينيت، وخلال الثلاثينيات من عمرها، قامت ببطولة أفلام بريطانية متعددة باسم: فيث بينيت. أخذت بينيت دروسًا في الطيران إلى جانب مهنتها في التمثيل، وحصلت على شهادة الطيار البريطاني ورخصة الطيران الأمريكية (انتقل الزوجان إلى الولايات المتحدة لفترة وجيزة عندما كان تشارلز يعمل في شركة يونيفرسال بيكشرز).
في يوليو 1941، بعد طلاقها من تشارلز انضمت بيني إلى ATA حيث تلقت تدريبها وتم تعيينها في رقم 5 فيري بيلوت بول (F.P.P.) في ديسمبر من ذلك العام. ومع بداية عملها أجبرت بينيت على الهبوط وذلك بسبب سوء الطقس وتوقف المحرك. أصيبت بينيت «بجروح طفيفة»، وتكفل مجمع فيري للتدريب بعلاجها. بقيت مع APA حتى يوليو 1945.
تزوجت بينيت زميلها الطيار هربرت هنري نيومارك في عام 1946.
توفيت بينيت في عام 1969.
كرمتها جمعية الطيارين البريطانيين «بكأس بينيت للملاحة»، ولا يزال الكأس يُمنح سنويًا للنساء الطيارات من ذوي الجدارة الخاصة.

## من أفلامها
- فوضى الضباط (1931)
- عارضة أزياء (1932)
- عيون القدر (1933)
- هاولي في هاي ستريت (1933)
- رؤية الإيمان (1934)
- السيد والرجل (1934)
- دورة جيدة (1936)

## فهرس
- Brown, Geoff. Launder and Gilliat. British Film Institute, 1977.

## وصلات خارجية
- فيث بينيت على موقع IMDb (الإنجليزية)